# بازی‌های گرسنگی (فیلم)
بازی‌های گرسنگی (انگلیسی: The Hunger Games) فیلمی آمریکایی در ژانر اکشن ویران‌شهری به کارگردانی گری راس است که در ۲۰۱۲ اکران شد. این فیلم بر اساس رمان به همین نام از سوزان کالینز ساخته شده که در ۲۰۰۸ به چاپ رسید. این فیلم اولین قسمت از مجموعهٔ فیلم‌های بازی‌های گرسنگی است و نوشتن فیلم‌نامهٔ آن برعهدهٔ سوزان کالینز، گری راس و بیلی ری بوده است. داستان فیلم در آینده‌ای پساآخرالزمانی و ویران‌شهری در کشور پانم جریان دارد که در آن‌جا سالانه یک پسر و یک دختر از هر یک از ۱۲ ناحیهٔ این کشور به‌عنوان «بزرگداشت» انتخاب می‌شوند و مجبورند در یک مبارزهٔ تلویزیونی پیچیده به‌نام بازی‌های گرسنگی شرکت کنند. کتنیس اوردین (جنیفر لارنس) داوطلب می‌شود تا به‌جای خواهر کوچکترش که در ابتدا به‌عنوان «بزرگداشت» انتخاب شد، در بازی‌ها شرکت کند. کتنیس همراه پسر ناحیهٔ خود، پیتا ملارک (جاش هاچرسون)، به ساختمان کنگره می‌رود تا در بازی‌های گرسنگی تمرین و شرکت کند. دیگر بازیگران آن لیام همسورث، وودی هرلسون، الیزابت بنکس، لنی کراویتز، استنلی توچی، و دونالد ساترلند هستند.
توسعهٔ بازی‌های گرسنگی در مارس ۲۰۰۹ آغاز شد. در آن زمان لاینزگیت انرترتینمنت قرارداد ساخت مشترکی را با کالر فورس امضا کرد و چند هفته قبل امتیاز رمان را به دست آورده بود. از آنجایی که رمان از دیدگاه کتنیس به صورت اول‌شخص نوشته شده بود، نویسندگان ترجیح دادند تا شخصیت سنکا کرین را در فیلم گسترش دهند تا تحولات داستانی مختلفی که کتنیس در آن حضور ندارد، مستقیماً به مخاطب نشان داده شود. بازیگران اصلی بین مارس و مه ۲۰۱۱ انتخاب شدند. مراحل تصویربرداری اصلی در می ۲۰۱۱ آغاز شد و در سپتامبر آن سال به پایان رسید و مکان فیلم‌برداری آن در کارولینای شمالی بود.
این فیلم در ۲۱ مارس ۲۰۱۲ در برخی از کشورهای اروپایی و در ۲۳ مارس ۲۰۱۲ در ایالات متحده و بریتانیا اکران شد. اکران آن رکوردی را برای روز اول افتتاحیه (۶۷٫۳ میلیون دلار) ثبت کرد. این فیلم با بودجهٔ ۷۸ میلیون دلاری ساخته شده بود و با فروش بیش از ۶۹۴ میلیون دلار در سراسر جهان، موفقیت چشمگیری در گیشه کسب کرد و آن را به سومین فیلم پرفروش در ایالات متحده و نهمین فیلم پرفروش سال ۲۰۱۲ تبدیل کرد. بازی‌های گرسنگی نقدهای مثبتی از منتقدان دریافت کرد و مظامین و بازیگری لارنس تحسین شد. ترانهٔ موسیقی متن فیلم با عنوان «امن و امان» برندهٔ جایزهٔ گرمی شد. قسمت دوم فیلم با عنوان بازی‌های گرسنگی: اشتعال در ۲۰۱۳ اکران شد.

## داستان
داستان این فیلم در آینده‌ای نامعلوم و در کشوری به نام پانم (که به نوعی می‌توان گفت آمریکای شمالی است) رخ می‌دهد. این کشور دارای یک پایتخت (کاپیتول) بسیار ثروتمند و ۱۲ ایالت بسیار فقیر است. سال‌ها پیش، ایالت‌های پانم در یک اقدام هماهنگ ضد حکومت مرکزی شورش کردند که علی‌رغم درگیری سنگینی که به وجود آمد، همگی ایالت‌ها شکست خوردند و مجبور به تن دادن به یک معاهده صلح با شرایط وحشتناک شدند. یکی از بندهای این قرارداد به این شکل بود که هر کدام از ایالت‌های ۱۲ گانه باید در هر سال، یک پسر و دختر بین ۱۲ تا ۱۸ سال را برای برگزاری مسابقاتی تحت عنوان «بازی‌های گرسنگی» به پایتخت بفرستند. شرایط این مسابقه به این شکل است که تمام ۲۴ شرکت‌کننده باید یکدیگر را قتل‌عام کنند و هرکس که در نهایت باقی بماند، برنده اصلی خواهد بود و جوایز زیادی که در انتظار او خواهد بود. علاوه‌بر آن ایالتی که شخص برنده از آن آمده بود نیز برای مدتی از قحطی در می‌آید.
حال فصل مسابقات فرا رسیده و ایالت‌ها می‌بایستی «پیشکش‌های» خود را برای قتل‌عام کردن یا شدن، به مسابقات بفرستند. نوبت به ایالت ۱۲ می‌رسد و در مراسمی که به منظور معارفه مبارز جدید برگزار می‌شود، دختربچه‌ای به نام پریمروز اوردین (با بازی ویلو شیلدز) به عنوان نماینده دخترها انتخاب می‌شود اما خواهر بزرگترش به نام کَتنیس (با بازی جنیفر لارنس) مانع از اعزام او به مسابقات می‌شود و اعلام می‌کند که شخصاً به جای خواهرش در مسابقات حاضر خواهد شد.
پیتا ملارک (با بازی جاش هاچرسون) پسر یک نان فروش که یکبار به کتنیس گرسنه نان داده بود نیز دیگر پیشکش ایالت ۱۲ است.
کتنیس و پیتا به محل برگزاری مسابقات در پایتخت اعزام می‌شوند. پیتا در یک مصاحبهٔ تلویزیونی می‌گوید که مدت هاست عاشق کتنیس است. کتنیس در ابتدا نسبت به پیتا عصبانی می‌شود و احساس می‌کند با بیان این مطلب پیتا باعث شده که او ضعیف بنظر برسد تا اینکه هیمیچ وودی هرلسون، پیشکسوت و در واقع تنها برنده از منطقه ۱۲ در مسابقات عطش، که حالا در واقع نقش مربی را برای پیتا و کتنیس دارد وی را آرام می‌کند و توضیح می‌دهد که این کار نه تنها وی را ضعیف جلوه نمی‌دهد بلکه برای آن‌ها خوب است چون باعث می‌شود نظر سرمایه گزاران را جلب کنند تا اگر در مسابقه برای آن‌ها مشکلی پیش آمد یا نیازمند کمکی بودند بتوانند به آن‌ها کمک کنند. پس هردوی آن‌ها به داستان عاشقانه خود ادامه می‌دهند.

## بازیگران
- جنیفر لارنس در نقش کتنیس اوردین[۷]
- جاش هاچرسون در نقش پیتا ملارک[۸]
- لیام همسورث در نقش گیل هاتورن[۸]
- وودی هرلسون در نقش هیمچ ابرنثی[۹]
- الیزابت بنکس در نقش افی ترینکت
- لنی کراویتز در نقش سینا
- استنلی توچی در نقش سزار فلیکرمن

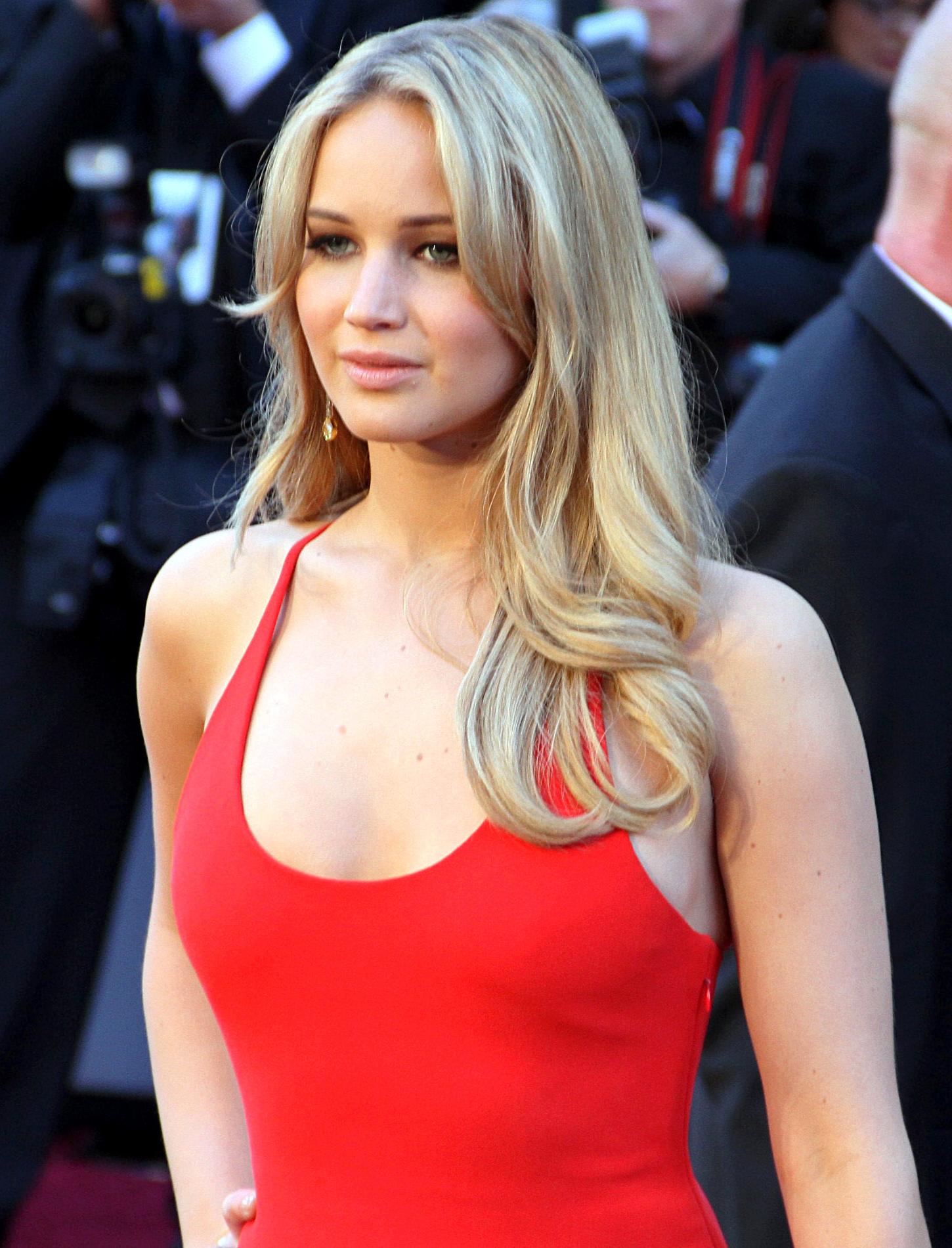
جنیفر لارنس در نهایت به عنوان بازیگر نقش کتنیس انتخاب شد و موهایش را تیره کرد.

- دونالد ساترلند در نقش رئیس‌جمهور اسنو
- آماندلا استنبرگ در نقش رو
- ویلو شیلدز در نقش پریمرز
- الکساندر لودویگ در نقش کیتو
- ردا گریفیس در نقش بانوی مسئول ثبت‌نام
- مکنزی لینتز در نقش سارا
- ایان نلسون

## نقدها
بازی‌های گرسنگی نقدهای بسیار مثبتی از سمت منتقدان دریافت کرد. براساس ۲۶۶ بررسی صورت گرفته توسط راتن تومیتوز، این فیلم توانست از ۱۰ امتیاز، امتیاز ۷٫۲ را کسب کند. به اتفاق نظر کاربران سایت «این فیلم هیجان انگیز و فوق‌العاده عمل کرده است، بازی‌های گرسنگی قطاری از خشونت نمایشی، احساسات خام و دامنه‌های بلند پروازانه از رمان منبع خود» است. در متاکریتیک، این فیلم امتیاز ۶۷ را از ۱۰۰ کسب کرده است که نشان دهندهٔ «بررسی مطلوب» از دید ۴۴ منتقد است. بسیاری از منتقدان، جنیفر لارنس را در تجسم نقش کتنیس اوردین مانند دیگر بازیگران مورد ستایش قرار داده‌اند. بنابر گزارشگر هالیوود، لارنس تجسم بخش نقش کتنیس است "تنها کسی که می‌توانید از رمان تجسم کنید." مجله امپایر گفت: «لارنس به عنوان کتنیس واقعاً کامل است، نرمی کمی در او وجود دارد و بیشتر دارای حزن و عزم و اراده است و کارهایش باید خوب انجام شوند حتی اگر نیاز به کارهای بد باشد.» منتقدان زیادی معتقدند که این فیلم در مقایسه با دیگر فیلم‌های جوان پسند مانند هری پاتر و گرگ‌ومیش مطلوب است. جاستین کریگ از فاکس نیوز، به این فیلم امتیاز «عالی» داده است. رافر گازمن از نیوز دی، بازی‌های عطش را این گونه توصیف می‌کند: «تیره‌تر از هری پاتر و پیچیده‌تر از گرگ‌ومیش» دیوید سکتون از روزنامه د ایونینگ استاندارد در مورد بازی‌های عطش گفته: «بازیگران خوبی دارد و به خوبی عمل کرده است. قطعاً ارزش مقایسه با هری پاتر را دارد.» راجر ایبرت از روزنامه شیکاگو سان-تایمز به فیلم ۳ ستاره از ۴ ستاره را داده و در ستایش از فیلم گفته: «فیلم دارای سرگرمی مؤثر است و لارنس در فیلم به خوبی عمل کرده است.» و علی‌رغم این نظرات مثبت «او این فیلم را بخاطر طولانی بودن بیش از حد مورد انتقاد قرار داد».
با این حال دیووید تامسون از هفته‌نامه نیو ریپابلیک این فیلم را «وحشتناک» خواند و آن را بخاطر عدم توسعهٔ شخصیت‌ها و ارائهٔ نامشخص از خشونت، یک فیلم «ضد آمریکایی» توصیف کرد.

## فروش
فروش بازی‌های گرسنگی در آمریکای شمالی ۴۰۸٬۰۱۰٬۶۹۲ دلار، در دیگر کشورها ۲۷۸٬۵۲۲٬۵۹۸ دلار و جمعاً ۶۹۴٬۵۵۳٬۲۹۰ دلار بود. در ۲۲ فوریه ۲۰۱۲، بازی‌های گرسنگی توانست رکورد فروش در اولین روز را که پیشتر متعلق به فیلم گرگ‌ومیش: خسوف بود بشکند.

## جایزه‌ها و نامزدی‌ها
| جایزه                                      | دسته‌بندی                                   | دریافت‌کننده(ها)                                                                                 | نتیجه    | منا.   |
| ------------------------------------------ | ------------------------------------------ | ----------------------------------------------------------------------------------------------- | -------- | ------ |
| انجمن آهنگسازان، پدیدآوران و ناشران آمریکا | برترین فیلم‌های باکس آفیس                   | جیمز نیوتن هاوارد                                                                               | برنده    | [ ۲۰ ] |
| جوایز آرتیوس                               | بهترین بازیگر زن فیلم اکشن                 | دبرا زین و جکی برچ                                                                              | نامزدشده | [ ۲۱ ] |
| جایزه بلک ریل                              | بهترین اجرای نوظهور                        | آماندلا استنبرگ                                                                                 | نامزدشده | [ ۲۲ ] |
| جوایز کودکان آکادمی بریتانیا               | فیلم بلند                                  | بازی‌های گرسنگی                                                                                  | برنده    | [ ۲۳ ] |
| جوایز کودکان آکادمی بریتانیا               | رای کودکان فیلم بلند                       | بازی‌های گرسنگی                                                                                  | نامزدشده | [ ۲۳ ] |
| جوایز موسیقی سی‌ام‌تی                        | ویدیوی مشترک سال                           | «امن و امان»                                                                                    | نامزدشده | [ ۲۴ ] |
| جوایز موسیقی سی‌ام‌تی                        | ویدیوی سال                                 | «امن و امان»                                                                                    | نامزدشده | [ ۲۴ ] |
| جوایز فیلم منتخب منتقدان                   | بهترین بازیگر زن فیلم اکشن                 | جنیفر لارنس                                                                                     | برنده    | [ ۲۵ ] |
| جوایز دو سامتینگ!                          | ستاره فیلم: مرد                            | جاش هاچرسون                                                                                     | برنده    | [ ۲۶ ] |
| جوایز دو سامتینگ!                          | ستاره فیلم: مرد                            | لیام همسورث                                                                                     | نامزدشده | [ ۲۶ ] |
| جوایز امپایر                               | بهترین بازیگر زن                           | جنیفر لارنس                                                                                     | برنده    | [ ۲۷ ] |
| جوایز گلدن گلوب                            | بهترین ترانه غیراقتباسی                    | «امن و امان» (تیلور سوئیفت، جوی ویلیامز، جان پل وایت، تی بون برنت)                              | نامزدشده | [ ۲۸ ] |
| جوایز گرمی                                 | بهترین ترانه نوشته‌شده برای رسانه‌های تصویری | «امن و امان» (تیلور سوئیفت، جوی ویلیامز، جان پل وایت، تی بون برنت)                              | برنده    | [ ۲۹ ] |
| جوایز گرمی                                 | بهترین ترانه نوشته‌شده برای رسانه‌های تصویری | «دختر آبراهام» (تی بون برنت، وین باتلر و رجین چاساجنی)                                          | نامزدشده | [ ۲۹ ] |
| جایزه هوگو                                 | بهترین نمایش درام                          | بازی‌های گرسنگی                                                                                  | نامزدشده | [ ۳۰ ] |
| جوایز کرانگ!                               | بهترین فیلم                                | بازی‌های گرسنگی                                                                                  | برنده    | [ ۳۱ ] |
| جوایز برگزیده کودکان نیکلودین              | فیلم برگزیده                               | بازی‌های گرسنگی                                                                                  | برنده    | [ ۳۲ ] |
| جوایز برگزیده کودکان نیکلودین              | بازیگر زن فیلم برگزیده                     | جنیفر لارنس                                                                                     | نامزدشده | [ ۳۲ ] |
| جوایز برگزیده کودکان نیکلودین              | بازیگر زن برگزیده                          | جنیفر لارنس                                                                                     | نامزدشده | [ ۳۲ ] |
| جوایز سینمایی و تلویزیونی ام‌تی‌وی           | بهترین فیلم                                | بازی‌های گرسنگی                                                                                  | نامزدشده | [ ۳۳ ] |
| جوایز سینمایی و تلویزیونی ام‌تی‌وی           | بهترین اجرای دو نفره روی صحنه              | جنیفر لارنس، جاش هاچرسون، لیام همسورث، الیزابت بنکس، الکساندر لودویگ، وودی هرلسون و لنی کراویتز | نامزدشده | [ ۳۳ ] |
| جوایز سینمایی و تلویزیونی ام‌تی‌وی           | بهترین بازیگر در یک فیلم                   | جاش هاچرسون                                                                                     | برنده    | [ ۳۳ ] |
| جوایز سینمایی و تلویزیونی ام‌تی‌وی           | بهترین بازیگر در یک فیلم                   | جنیفر لارنس                                                                                     | برنده    | [ ۳۳ ] |
| جوایز سینمایی و تلویزیونی ام‌تی‌وی           | بهترین مبارزه                              | جنیفر لارنس و جاش هاچرسون در مقابل الکساندر لودویگ                                              | برنده    | [ ۳۳ ] |
| جوایز سینمایی و تلویزیونی ام‌تی‌وی           | بهترین قهرمان                              | جنیفر لارنس                                                                                     | نامزدشده | [ ۳۳ ] |
| جوایز سینمایی و تلویزیونی ام‌تی‌وی           | بهترین بوسه                                | جنیفر لارنس و جاش هاچرسون                                                                       | نامزدشده | [ ۳۳ ] |
| جوایز سینمایی و تلویزیونی ام‌تی‌وی           | بهترین دگرگونی روی صحنه                    | الیزابت بنکس                                                                                    | برنده    | [ ۳۳ ] |
| جوایز سینمایی و تلویزیونی ام‌تی‌وی           | اجرای نوظهور                               | لیام همسورث                                                                                     | نامزدشده | [ ۳۳ ] |
| جایزه ایمیج                                | بازیگر نقش مکمل مرد برجسته در فیلم         | لنی کراویتز                                                                                     | نامزدشده | [ ۳۴ ] |
| جایزه ایمیج                                | بازیگر نقش مکمل زن برجسته در فیلم          | آماندلا استنبرگ                                                                                 | نامزدشده | [ ۳۴ ] |
| جایزه نبولا                                | جایزه ری بردبری                            | بازی‌های گرسنگی                                                                                  | نامزدشده | [ ۳۵ ] |
| جوایز ننیونونکست                           | مگا استار بعدی                             | جاش هاچرسون                                                                                     | برنده    | [ ۳۶ ] |
| جوایز برگزیده مردم                         | فیلم برگزیده                               | بازی‌های گرسنگی                                                                                  | برنده    | [ ۳۷ ] |
| جوایز برگزیده مردم                         | فیلم اکشن برگزیده                          | بازی‌های گرسنگی                                                                                  | برنده    | [ ۳۷ ] |
| جوایز برگزیده مردم                         | فرنچایز سینمایی برگزیده                    | بازی‌های گرسنگی                                                                                  | برنده    | [ ۳۷ ] |
| جوایز برگزیده مردم                         | چهره قهرمانی برگزیده                       | جنیفر لارنس                                                                                     | برنده    | [ ۳۷ ] |
| جوایز برگزیده مردم                         | بازیگر زن فیلم برگزیده                     | جنیفر لارنس                                                                                     | برنده    | [ ۳۷ ] |
| جوایز برگزیده مردم                         | جاذبهٔ روی صحنهٔ برگزیده                     | جنیفر لارنس، جاش هاچرسون و لیام همسورث                                                          | برنده    | [ ۳۷ ] |
| جوایز برگزیده مردم                         | دنبال‌کنندگان طرفدار فیلم برگزیده           | بزرگداشت‌ها                                                                                      | نامزدشده | [ ۳۷ ] |
| جوایز ساترن                                | بهترین فیلم علمی-تخیلی                     | بازی‌های گرسنگی                                                                                  | نامزدشده | [ ۳۸ ] |
| جوایز ساترن                                | بهترین بازیگر نقش اول زن                   | جنیفر لارنس                                                                                     | برنده    | [ ۳۸ ] |
| جوایز انجمن فیلمبرداران عملیاتی            | اپراتور دوربین سال در فیلم بلند            | دوان منویلر                                                                                     | نامزدشده | [ ۳۹ ] |
| جوایز برگزیده نوجوانان                     | فیلم علمی تخیلی/فانتزی برگزیده             | بازی‌های گرسنگی                                                                                  | برنده    | [ ۴۰ ] |
| جوایز برگزیده نوجوانان                     | بازیگر فیلم علمی تخیلی/فانتزی برگزیده      | جاش هاچرسون                                                                                     | برنده    | [ ۴۰ ] |
| جوایز برگزیده نوجوانان                     | بازیگر فیلم علمی تخیلی/فانتزی برگزیده      | جنیفر لارنس                                                                                     | برنده    | [ ۴۰ ] |
| جوایز برگزیده نوجوانان                     | مرد جذاب برگزیده                           | لیام همسورث                                                                                     | برنده    | [ ۴۰ ] |
| جوایز برگزیده نوجوانان                     | جاذبهٔ سینمایی برگزیده                      | جنیفر لارنس و آماندلا استنبرگ                                                                   | برنده    | [ ۴۰ ] |
| جوایز برگزیده نوجوانان                     | بوسهٔ مدت‌دار برگزیده                        | جنیفر لارنس و جاش هاچرسون                                                                       | برنده    | [ ۴۰ ] |
| جوایز برگزیده نوجوانان                     | بازیگر قابل توجه برگزیده: مرد              | لیام همسورث                                                                                     | برنده    | [ ۴۰ ] |
| جوایز برگزیده نوجوانان                     | بازیگر قابل توجه برگزیده: زن               | الیزابت بنکس                                                                                    | نامزدشده | [ ۴۰ ] |
| جوایز برگزیده نوجوانان                     | شرور سینمایی برگزیده                       | الکساندر لودویگ                                                                                 | برنده    | [ ۴۰ ] |